# (1585) Union
(1585) Union est un astéroïde de la ceinture principale.

## Description
(1585) Union est un astéroïde de la ceinture principale. Il fut découvert le 7 septembre 1947 à Johannesbourg par Ernest Leonard Johnson. Il présente une orbite caractérisée par un demi-grand axe de 2,93 UA, une excentricité de 0,31 et une inclinaison de 26,2° par rapport à l'écliptique.

## Compléments